# سكريفين
سكريفين (بالإنجليزية: Screven, Georgia)‏ هي مدينة تقع في مقاطعة وين، جورجيا بولاية جورجيا في الولايات المتحدة. تبلغ مساحة هذه المدينة 5.6 (كم²)، وترتفع عن سطح البحر 37 م، بلغ عدد سكانها 702 نسمة في عام 2010 حسب إحصاء مكتب تعداد الولايات المتحدة.

## وصلات خارجية
- Cities & Counties - Georgia.gov